# Umrollmaschine
Umrollmaschinen werden bei der Herstellung von Kunststofffolien, Papier, Etiketten, Klebebändern und Verpackungsmaterialien eingesetzt. 
Eine Umrollmaschine hat eine Abrollung und eine oder mehrere Aufrollungen. Auf der Maschine wird eine Rolle abgewickelt und dabei ihre Qualität geprüft oder ihre Lauflänge verändert.
Dieser Vorgang erfolgt häufig dann, wenn die Rolle bedruckt oder beschichtet wurde. Um eine gleichmäßige Qualität des Materials zu sichern, werden Fehler gesucht und gegebenenfalls aus der Rolle herausgeschnitten. Das fehlerhafte Material wird dann auf einem Schrottwickler aufgewickelt und die guten Materialenden anschließend wieder verbunden.
Auf einer Umrollmaschine kann auch die Wickelrichtung des Materials geändert werden. Bedingt durch den Herstellungs- oder Beschichtungsprozess kann das Material unterschiedliche Eigenschaften auf der Unter- und Oberseite haben. Bei Bedarf kann mit der Maschine die andere Materialseite nach außen gewickelt werden.
Umrollmaschinen werden auch verwendet, um Rollen auf genau gemessene Lauflängen umzuwicklen und zu verkürzen. Die Lauflängenmessung erfolgt dabei entweder mit aufliegenden Messrädern oder berührungslos durch spezielle kalibrierte Messgeräte.
Ein gängiger Begriff ist in diesem Zusammenhang auch die Bezeichnung „Rollendoktor“ für eine Umrollmaschine, weil aus einer schlecht gewickelten Rolle eine gut gewickelte Rolle gemacht wird. Um eine Verbesserung der Rollenqualität zu erreichen, werden an Umrollmaschinen Seitenkantensteuerungen eingesetzt die, je nach verwendetem Sensor, die Bahnkante oder eine Drucklinie abtasten und die abzuwickelnde Rolle automatisch so ausrichten, dass die Materialbahn immer an der gleichen Stelle in die Maschine einläuft und an der Aufwicklung dann anschließend eine gerade Seitenkante aufweist.